# Athetis aboleta
Athetis aboleta là một loài bướm đêm trong họ Noctuidae.